# Vlag van Oost Gelre

Paarse vlag van de gemeente Oost Gelre

Oranje vlag van de gemeente Oost Gelre

De vlag van Oost Gelre is sinds 2006 de gemeentelijke vlag van de Gelderse gemeente Oost Gelre. De vlag bestaat uit een paarse achtergrond waarop rechts een groot deel van het gemeentelogo wordt afgebeeld. Het gemeentelogo heeft de vorm van een vlinder. De vleugels van de vlinder bestaat uit twintig verschillende pictogrammen, die samen één geheel vormen. Er bestaat ook een variant met de oranje achtergrond.
Aalten ·
Apeldoorn ·
Arnhem ·
Barneveld ·
Berg en Dal ·
Berkelland ·
Beuningen ·
Bronckhorst ·
Brummen ·
Buren ·
Culemborg ·
Doesburg ·
Doetinchem ·
Druten ·
Duiven ·
Ede ·
Elburg ·
Epe ·
Ermelo ·
Harderwijk ·
Hattem ·
Heerde ·
Heumen ·
Lingewaard ·
Lochem ·
Maasdriel ·
Montferland ·
Neder-Betuwe ·
Nijkerk ·
Nijmegen ·
Nunspeet ·
Oldebroek ·
Oost Gelre ·
Oude IJsselstreek ·
Overbetuwe ·
Putten ·
Renkum ·
Rheden ·
Rozendaal ·
Scherpenzeel ·
Tiel ·
Voorst ·
Wageningen ·
West Betuwe ·
West Maas en Waal ·
Westervoort ·
Wijchen ·
Winterswijk ·
Zaltbommel ·
Zevenaar ·
Zutphen